# ستوكر
ستوكر (بالإنجليزية: Stoker)‏ هو فيلم دراما تم إنتاجه في المملكة المتحدة والولايات المتحدة وصدر في سنة 2013. الفيلم من إخراج بارك تشان ووك وكتابة وينتورث ميلر وإيرين كريسيدا ويلسون. وهو من بطولة ميا واسيكوسكا وماثيو جوود ونيكول كيدمان وديرموت مولروني وجاكي ويفر.

## الممثلون والشخصيات
- ميا واسيكوسكا (بدور: إنديا ستوكر)
- ماثيو جوود (بدور: العم تشارلي ستوكر)
- نيكول كيدمان (بدور: إيفيلن ستوكر)
- ديرموت مولروني (بدور: ريتشارد ستوكر)
- جاكي ويفر (بدور: العمة جين ستوكر)

## القصة
في عيد ميلادها 18، إنديا ستوكر (ميا واسيكوسكا) - فتاة لديها حدة قوية في الحواس- تنقلب حياتها رأسا على عقب بعد وفاة والدها الذي تحبه ريتشارد (ديرموت مولروني) يموت في حادث سيارة مروع. إنديا تحضر مع والدتها غير المستقرة إيفلين (نيكول كيدمان). في جنازة ريتشارد، وبعد ذلك تجتمع العائلة والأصدقاء في بيت ريتشارد لمواساة أهله فيدخل عليهم شقيق ريتشارد تشارلي (ماثيو جوود)، الذي قضى حياته في السفر حول العالم ولم تكن تعلم عنه سابقا إنديا. ثم يعلن أنه يريد البقاء معهم إلى أجل غير مسمى للمساعدة في دعم إنديا وايفلين، فتبتهج إيفلين لذلك وتتكدر إنديا.
بعد فترة قصيرة من انتقال تشارلي يتحرك تشارلي مع القائمة بأعمال المنزل مكقريك (فيليس سمرفيل) ويتحدثان مع بعضهما وبعد ذلك تختفي مكقريك تتذمر ايفلين من غياب مكقريك لأنها لاتعرف كيف تطبخ فيبادر تشارلي لأن يعد لهم العشاء فتزداد إيفلين إعجابا به وتصبح علاقتهما أكثر حميمية بينما لا تزال إنديا غير مرتاحة لوجوده معهما. بعد ذلك تحضر عمة إنديا جين ستوكر (جاكي ويفر) وتتعجب من وجود تشارلي بالمنزل وتستغرب عندما تخبرها إيفلين أن هذا كرم من تشارلي وجوده معهم في المنزل وترك سفره حول العالم فتطلب بعد ذلك العمة من إيفلين أن تتحدث معها على إنفراد بعد العشاء ولكن ذلك لم يحدث، تقرر العمة جين تمديد إقامتها في المدينة ويسألها تشارلي عند مغادرتها عن اسم الفندق فتخبره ولكنها تقرر تغييره بعد ذلك لخوفها غير المبرر وارتباكها من تشارلي وهي في طريقها للفندق، تتفاجأ في الفندق أنها قد فقدت هاتفها المحمول فتذهب لكشك الهاتف لتحادث إيفلين فيباغتها تشارلي في كابينة الهاتف ويمد لها هاتفها ويخبرها أنه اضطر لأخذ عنوانها من شركة التاكسي ثم بعد ذلك يغلق عليهما الكابينة ويخنق العمة مستعملا حزام بنطاله، تذهب إنديا لتأكل آيسكريم وتعثر في الفريزر على جثة السيدة مكقريك فتعلم أن تشارلي هو من قتلها.

في وقت لاحق، ، أثناء خروج إنديا من المدرسة يتعرض لها بعض الشباب بالمضايقات فتطعن كريس بيتس (لوكاس تيل) بقلم رصاص في يده فيبتعد عنها ولكنها تلفت إنتباه شاب آخر لها وهو ويب تايلور (ألدن إرينيرك). تعود إيفلين للمنزل وتشاهد والدتها مع عمها وهما يتراقصان وأصبحت علاقتهما أكثر حميمية فتبتعد عن المنزل وتقابل ويب تايلور وتذهب معه للغابة مقررة أن تمضي بعلاقتهما لمرحلة أخرى وفي أثناء ذلك تعض ويب بشدة مسيلة دمائه وتطلب بعد ذلك العودة للمنزل فيرفض ويب ذلك ويطرحها أرضا محاولا إغتصابها فتصرخ محاولة إبعاده فيأتي عمها تشارلي لمساعدتها ويكسر عنق ويب أمامها ثم تذهب بعد ذلك لتساعده في دفن ويب في الحديقة وتحاول الاتصال بعمتها جين ولكن لا أحد يجيب على الهاتف فتنصت بعد ذلك لصوت هاتف عمتها يأتي إليها من تحت الأرض فأدركت أن عمتها مقتولة أيضا على يد تشارلي.

تذهب إنديا لمكتب والدها محاولة جمع أغراضه فتجد أحد الأدراج مقفولا ولا تعثر على مفتاحه وعندما تهم بمغادرة الغرفة تتذكر مفتاحا قدمه له والدها كهدية فتفتح به الدرج فتجد عدد من الرسائل مبعوثة لها في جميع أعياد ميلادها موقعة من عمها تشارلي يتحدث فيها عن أسفاره حول العالم والناس الذين قابلهم وعن مدى اشتياقه لمقابلة إنديا ولكنها تجد أن جميع الأظرف عليها عنوان مصحة نفسية، تواجه إنديا تشارلي بهذه الحقيقة فيخبرها بأنه كان يشعر بالغيرة من أخيه الصغير لأن ريتشارد كان يوليه اهتماما أكثر فقام بقتل شقيقه الصغير وأودع بعد ذلك المصحة وحين خرج من المصحة في نفس يوم عيد ميلاد إنديا كان متشوقا للقائها ولكنه تفاجأ أن ريتشارد قد اشترى له سيارة وأعطاه شقة في نيويورك وطلب منه الابتعاد عن عائلته فلم يرضخ لذلك وقام بقتل ريتشارد بضربه بحجر وجعل الأمر يبدو كحادث مروري.

في البداية صُدمت إنديا من هذه الاعترافات ثم قالت بعد ذلك أنها تغفر لتشارلي هذا الأمر واقتربت منه أكثر بعد أن حضر الشريف وسأل إنديا عن ويب وأخبرها أنه مفقود.
في ذلك المساء شاهدت إيفلين مدى قرب إنديا من تشارلي وانزعجت من ذلك فاستدعت تشارلي لغرفتها وأعلمته أنها تعرف حقيقة مقتل زوجها فحاول تشارلي إغوائها وعندما اقترب منها حاول خنقها بالحزام فقتلته إنديا بطلقة من بندقية الصيد.

في الصباح قادت إنديا سيارة عمها تشارلي الفارهة مغادرة البلدة متجهة لنيويورك وبينما كانت تقود السيارة بسرعة أوقفها الشريف سائلا إياها عن سبب سرعتها فأجابته:( لكي أسترعي انتباهك) فطعنته بمقص كان بجوارها في رقبته فأخذ يزحف مبتعدا عن السيارة ثم أكملت عليه بطلقة من بندقيتها.

## الإنتاج
بارك تشان ووك المخرج الكورى يخوض من خلال هذا الفيلم أولى تجاربه السينمائية في هوليوود، واختار نيكول كيدمان لتقديم دور الأم الذي اعتذرت جودى فوستر عنه لانشغالها بأعمال أخرى، ولعبت ميا واسيكوسكا دور الابنة بدلا من كارى موليجان التي اعتذرت أيضا عن العمل، وقدم الممثل ماثيو جوود دور العم الغامض خلال أحداث هذا الفيلم الذي كتبه وينتورث ميللر بطل مسلسل (الهروب من السجن) «Prison Break» في أول تجربة له في الكتابة للسينما.

## الميزانية والإيرادات
بلغت تكلفة إنتاج الفيلم حوالي 12 مليون دولار بينما حقق أرباحا تقدر بـ 12,066,345 دولار.

## وصلات خارجية
- الموقع الرسمي
- ستوكر على موقع IMDb (الإنجليزية)
- ستوكر على موقع ميتاكريتيك (الإنجليزية)
- ستوكر على موقع روتن توميتوز (الإنجليزية)
- ستوكر على موقع نتفليكس (الإنجليزية)
- ستوكر على موقع قاعدة بيانات الأفلام العربية
- ستوكر على موقع ألو سيني (الفرنسية)
- ستوكر على موقع Turner Classic Movies (الإنجليزية)
- ستوكر على موقع أول موفي (الإنجليزية)
- ستوكر على موقع بوكس أوفيس موجو (الإنجليزية)
- ستوكر على موقع فيلمافينيتي (الإسبانية)